# بيلي إيفانز
بيلي إيفانز (3 مارس 1947 - ) (بالإنجليزية: Billy Evans)‏ هو لاعب كرة سلة أمريكي في مركز هجوم خلفي.

## وصلات خارجية
- بيلي إيفانز على موقع سبورتس رفرنس (الإنجليزية)
- بيلي إيفانز على موقع كلية كرة السلة في سبورتس رفرنس.كوم (الإنجليزية)
- بيلي إيفانز على موقع ريلجم (الإنجليزية)